# Отана
Отана (итал. Ottana) је насеље у Италији у округу Нуоро, региону Сардинија.
Према процени из 2011. у насељу је живело 2307 становника. Насеље се налази на надморској висини од 188 м.

## Становништво
Према резултатима пописа становништва 2011. у општини је живело 2.384 становника.
| 1931. | 1936. | 1951. | 1961. | 1971. | 1981. | 1991. | 2001. | 2011. |
| ----- | ----- | ----- | ----- | ----- | ----- | ----- | ----- | ----- |
| 1.238 | 1.314 | 1.566 | 1.894 | 2.081 | 2.608 | 2.601 | 2.526 | 2.384 |